# 벨기에 여자 축구 국가대표팀
벨기에 여자 축구 국가대표팀은 벨기에를 대표하는 여자 축구 대표팀으로 벨기에 왕립 축구 협회에서 관리하고 있다. 1976년 5월 30일 프랑스와의 국제 경기 데뷔전에서 2-1로 승리했으며 남자 대표팀과는 달리 현재까지 FIFA 여자 월드컵과 하계 올림픽 본선 기록은 전무하다.

## 국제 대회 경력

### FIFA 여자 월드컵
2023년 FIFA 여자 월드컵 유럽 지역 예선 F조 8경기에서 5승 1무 2패·조 2위로 사상 첫 플레이오프에 진출했고 비록 플레이오프 1라운드에서 포르투갈에 밀려 아쉽게 탈락의 고배를 마셨으나 벨기에 여자 축구 역사상 여자 월드컵 지역 예선 최고 성적을 거두었다.

### UEFA 유럽 여자 축구 선수권 대회
여자 유로 대회 본선에는 2017년 대회에 첫 출전하여 비록 조별리그에서 탈락했지만 여자 유로 대회 2회 우승에 빛나는 북유럽의 강호 노르웨이를 2-0으로 꺾는 파란을 일으켰고 2022년 대회에서는 사상 첫 여자 유로 대회 8강에 오르는 저력을 발휘했다.

## 기타 국제 대회 경력
키프로스컵에는 4번 출전하여 그 가운데 2018년 대회에서 5위를 기록했고 알가르브컵에는 2016년 대회에 첫 출전해서 역시 5위를 차지했다.

## 성적

### FIFA 여자 월드컵
- 1991년 ~ 2023년: 진출 실패

### 올림픽 축구
- 1996년 ~ 2024년: 진출 실패

### UEFA 유럽 여자 축구 선수권 대회
- 1984년 ~ 2013년: 진출 실패
- 2017년: 조별 리그
- 2022년: 8강

## 같이 보기
- 벨기에 축구 국가대표팀